# Stazione di Genova Sturla
Stazione di Genova Sturla vasútállomás Olaszországban, Genova településen.

## Vasútvonalak
Az állomást az alábbi vasútvonalak érintik:
- Pisa–La Spezia–Genova-vasútvonal

## Kapcsolódó állomások
A vasútállomáshoz az alábbi állomások vannak a legközelebb:
- Terralba railway halt
- Stazione di Genova Quarto dei Mille